# Ordem (Lousada)
Ordem era una freguesia portuguesa del municipio de Lousada, distrito de Oporto.

## Historia
Antigua encomienda de la Orden de Malta, de donde procede su nombre actual, la freguesia fue suprimida el 28 de enero de 2013, en aplicación de una resolución de la Asamblea de la República portuguesa promulgada el 16 de enero de 2013 al unirse con las freguesias de Boim y Cristelos, formando la nueva freguesia de Cristelos, Boim e Ordem.

## Patrimonio
En el patrimonio histórico-artístico de la antigua freguesia destaca la iglesia parroquial de Santa Eulalia, de estilo románico tardío, probablemente ya de fines del siglo XIII. Aunque su fachada fue remodelada en el siglo XIX, se conservan las dos portadas originales y, en el interior, una pila bautismal del siglo XVII y retablos laterales de mérito. También cabe señalar los numerosos hitos de piedra con la Cruz de Malta esculpida en bajorrelieve que se encuentran dispersos por el territorio y que servían originalmente para marcar los límites de la antigua encomienda de Santa Eulalia, origen de la freguesia.